# Publipartschandaal
Het Publipartschandaal was een politiek schandaal dat in januari 2017 uitbrak rond de Gentse nv Publipart, een private dochter van intercommunale Publilec. Er bleek dat verschillende mandatarissen buitensporige vergoedingen kregen in adviesraden. Publipart investeerde ook in omstreden bedrijven en de betrokkenheid van Gent in de nv werd op de korrel genomen. 

## Geschiedenis

### Publipart
Het Publipartschandaal volgde op het gelijkaardige Publifinschandaal in Wallonië. Publipart was immers voor 64,93% in handen van de intercommunale Publilec, dat zelf voor 58,7% in handen was van de Waalse intercommunale Publifin.
Publipart werd opgericht in 2005, wanneer het Britse Centrica en het Franse Gaz de France een meerderheid van de Belgische stroomproducent SPE in handen kregen. De participaties die SPE had in stroomnetbeheerder Elia en luchtvaartgroep SN Air Holding werden afgesplitst en in de holding Publipart ondergebracht. De historische aandeelhouders van SPE werden ook aandeelhouders van het nieuwe Publipart. Het betrof de holding Publilec, de bank Dexia (vanaf 2012 Belfius), de Waalse investeringsmaatschappij Socofe en de Vlaamse Energieholding. Verzekeraar Ethias bezat ook een kleine participatie. De grootste aandeelhouders van Publilec waren het Luikse elektriciteitsbedrijf Socolie, de West-Vlaamse intercommunale WVEM, de steden Gent en Seraing. Socolie werd in 2006 geïntegreerd in de intercommunale Tecteo (vanaf 2014 Publifin) en in Tecteo-dochter Tecteo Energy ondergebracht.
Begin 2017 was het aandeelhouderschap van Publipart als volgt: Publilec (65%), Belfius (16%), Socofe (13%) en de Vlaamse Energieholding (6%). Publilec had slechts twee participaties, een belang van 26,4% in energiebedrijf Luminus (opvolger van SPE) en het belang van 64,93% in Publipart. Publilec zelf was dan weer voor 12,14% eigendom van de stad Gent, maar de meerderheid was in handen van Publifin (58,7%) en de intercommunale Efin (27,62%).
Begin 2017 bezat Publipart 3,26% van Elia. Het was ook eigenaar van aandelen in SN Air Holding en gasnetbeheerder Fluxys. Ze belegde ook in aandelen- en investeringsfondsen zoals KeBeK II, Candriam (ex-Dexia), BNP Paribas Fortis, Belfius en ING en had belangen in andere intercommunales. De nv bezat een portefeuille van ongeveer 60 miljoen euro.

### Schandaal
De zeventien bestuurders van Publipart kregen samen elk jaar meer dan 350.000 euro bruto voor de beperkte taken die ze er hebben – omgerekend ongeveer 20.000 euro bruto per persoon. Op zich is dit niet strafbaar, maar het betrof erg hoge vergoedingen voor weinig werk. De zeventien bestuurders waren:
- Tom Balthazar (sp.a), schepen van Gent
- Patrick Boes (sp.a), oud-kabinetschef van burgemeester van Gent Daniël Termont
- Stephan Claerhout, financieel directeur van Infrax
- Paul De Fauw, algemeen directeur van Infrax
- Eric De Keyser (sp.a), gemeenteraadslid van Diksmuide
- Ignace Dereeper (CD&V), burgemeester van Oudenburg
- Arnaud Frippiat, directeur bij Belfius
- André Gilles (PS), gedeputeerde van Luik en voorzitter van Publifin
- Pol Heyse, directielid van Publifin-dochter Nethys
- Alain Mathot (PS), burgemeester van Seraing en volksvertegenwoordiger (ondervoorzitter)
- Stéphane Moreau (PS), burgemeester van Ans en CEO van Publifin-dochter Nethys
- Christophe Peeters (Open Vld), schepen van Gent
- Josly Piette (cdH), burgemeester van Bitsingen
- Georges Pire (MR), provincieraadslid van Luik
- Jacques Vandenbosch (PS), oud-burgemeester van Seraing
- Albert Vandezande (Fusiebelangen), oud-burgemeester van Oud-Heverlee

Bijkomend waren er dubieuze investeringen van Publipart. Het belegde onder meer in een Duits bedrijf dat bestanddelen maakt voor chemische wapens en in Griekenland veroordeeld werd voor corruptie.
In februari 2017 ontdekten nieuwssites Apache en Het Laatste Nieuws de hoge zitpenningen voor vergaderingen en de beleggingen van Publipart.

### Gevolgen
Op 10 februari nam Tom Balthazar ontslag als schepen van Gent, nadat zijn naam was gevallen in het schandaal. Hoewel de betalingen legaal gebeurden en Balthazar naar eigen zeggen in het belang van de stad handelde vond hij niet dat hij zo kon verder functioneren. Hij besloot ook om niet langer lijsttrekker en dus kandidaat-burgemeester te zijn bij de gemeenteraadsverkiezingen van 2018. Als schepen werd hij opgevolgd door Sven Taeldeman en als lijsttrekker door Rudy Coddens. Balthazar had in januari 2017 reeds ontslag genomen als bestuurder van Publipart.
Eind 2017 bereikte de stad Gent een akkoord over de uitstap uit Publilec, de moedermaatschappij van Publipart.

### Gelijkaardige situaties
Later bleken in andere steden en gemeenten gelijkaardige toestanden te bestaan. Volgens de wet mogen politici maar in maximaal drie verschillende intercommunales zetelen en ze mogen maximaal 205 euro per vergadering ontvangen. Dit wordt omzeild door constructies met holdings en vennootschappen en door mandaten op te stapelen binnen dezelfde intercommunale.
Het schandaal leidde tot een breder debat over welke mandaten politici kunnen opnemen en in welke mate ze daarvoor vergoed mogen worden.

### Telenet
Kamervoorzitter en Gents gemeenteraadslid Siegfried Bracke (N-VA), die eerst kritiek geuit had op de Gentse socialisten – en in mindere mate de liberalen – , kreeg daarop zelf echter ook gelijkaardige kritiek te slikken, aangezien hij als Kamervoorzitter een hoog loon had en dat (tevens legaal) combineerde met een mandaat als adviseur van telecommunicatiebedrijf Telenet en een niet-aangegeven mandaat als bestuurslid van de Universiteit Gent. Hij nam daarop ontslag als lid van de adviesraad van Telenet. Telenet maakte bekend dat onder meer Bracke 66.000 euro voor zijn advies van het bedrijf had ontvangen. Enkele dagen later stelden zowel Bracke als Telenet dat hij tijdens zijn Kamervoorzitterschap echter niet betaald zou zijn geweest door het bedrijf.